# Kiivite järv
Kiivite järv är en sjö i Estland.   Den ligger i landskapet Valgamaa, i den södra delen av landet, 210 km söder om huvudstaden Tallinn. Kiivite järv ligger 69 meter över havet.  I omgivningarna runt Kiivite järv växer i huvudsak blandskog.